# Walsall
Walsall er en by i det centrale England, med et indbyggertal (pr. 2020) på cirka 286.000. Byen ligger i grevskabet West Midlands i regionen der også hedder West Midlands. Det er en industriby med fokus på især kul og lædervarer.
Walsall er hjemby for fodboldklubben Walsall F.C.
52°35′N 1°58′V / 52.583°N 1.967°V
- Wikimedia Commons har flere filer relateret til Walsall